# Latisberg
Der Latisberg, umgangssprachlich Cobenzl genannt, ist ein Berg im 19. Wiener Gemeindebezirk Döbling.

## Geographie
Der Latisberg ist ein 492 Meter hoher Berg zwischen dem Reisenberg und dem Vogelsangberg. Er liegt in einem nordöstlichen Ausläufer der Ostalpen und ist geologisch der Flyschzone zugehörig, die aus Quarz- und Kalksandstein, Mergel und anderen Sedimenten zusammengesetzt ist.

## Geschichte
Erste urkundliche Erwähnung fand der Berg 1354 als leydasperg bzw. 1355 als Laidersperch. Die genaue Herkunft des Namens ist ungeklärt, die wahrscheinlichste Herleitung nimmt als älteste Form Leiderâtes perc an, die auf den alten Männernamen Leiderât (der im Leid Ratschaffende) zurückgehen würde. Seinen Beinamen Cobenzl erhielt der Latisberg von Graf Johann Philipp Cobenzl, der im 18. Jahrhundert den vorgelagerten Reisenberg gekauft hatte. Als Musikfreund lud Graf Philipp von Cobenzl des Öfteren Wolfgang Amadeus Mozart in sein Schloss ein, der sich von der Aussicht dieses Ortes gleich inspiriert fühlte. So schrieb Mozart seinem Vater Leopold Mozart die folgenden Worte in einem Brief: „…. der schöne Blick vom Cobenzl zu Stadt Wien, aber ich habe 1 1/2 Stunden Gehweg zu meiner Baronin, die ich hier unterrichten muß …“.

## Bildergalerie

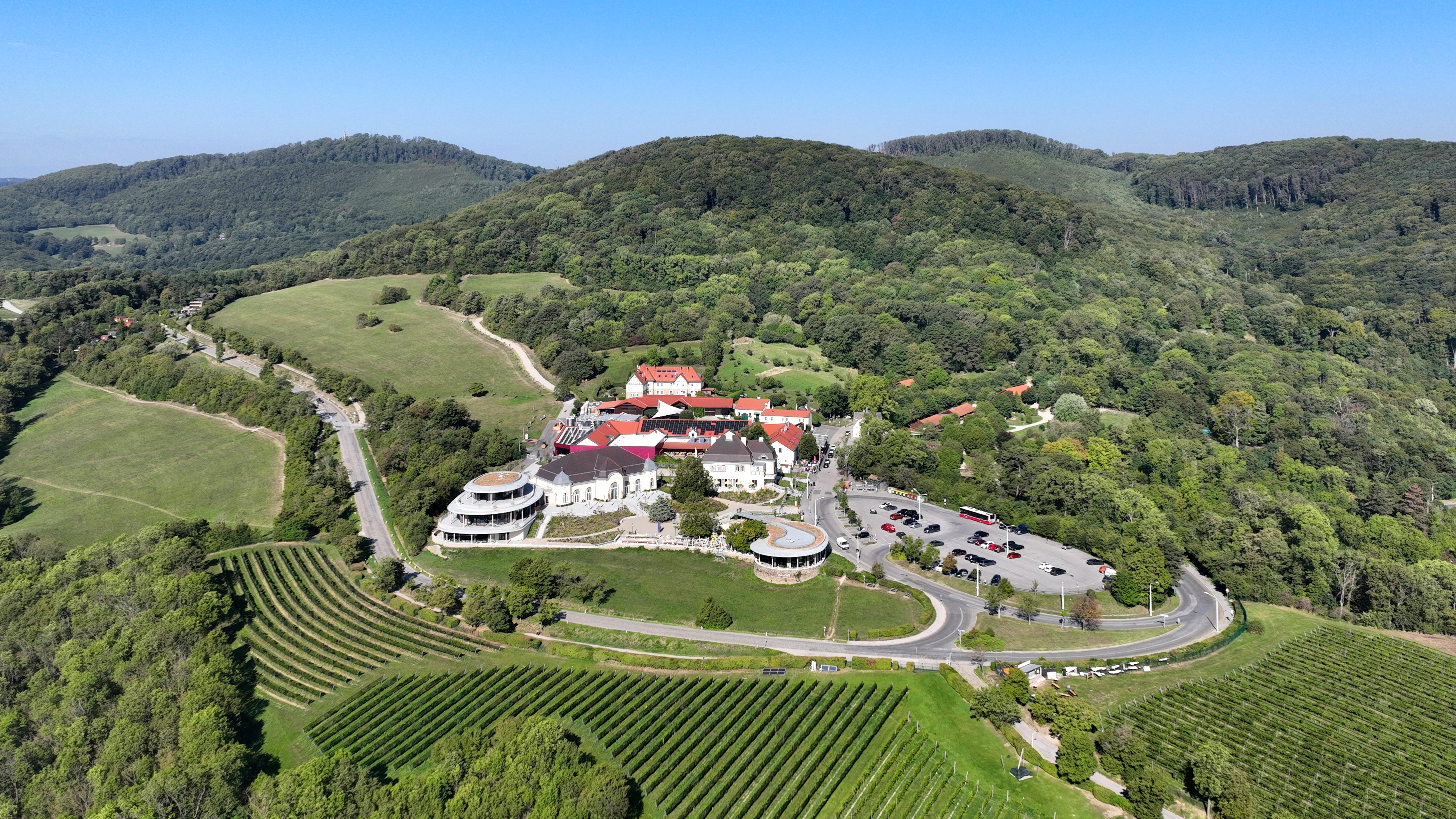
Südostansicht des Latisberg mit „Cobenzl“ im Vordergrund
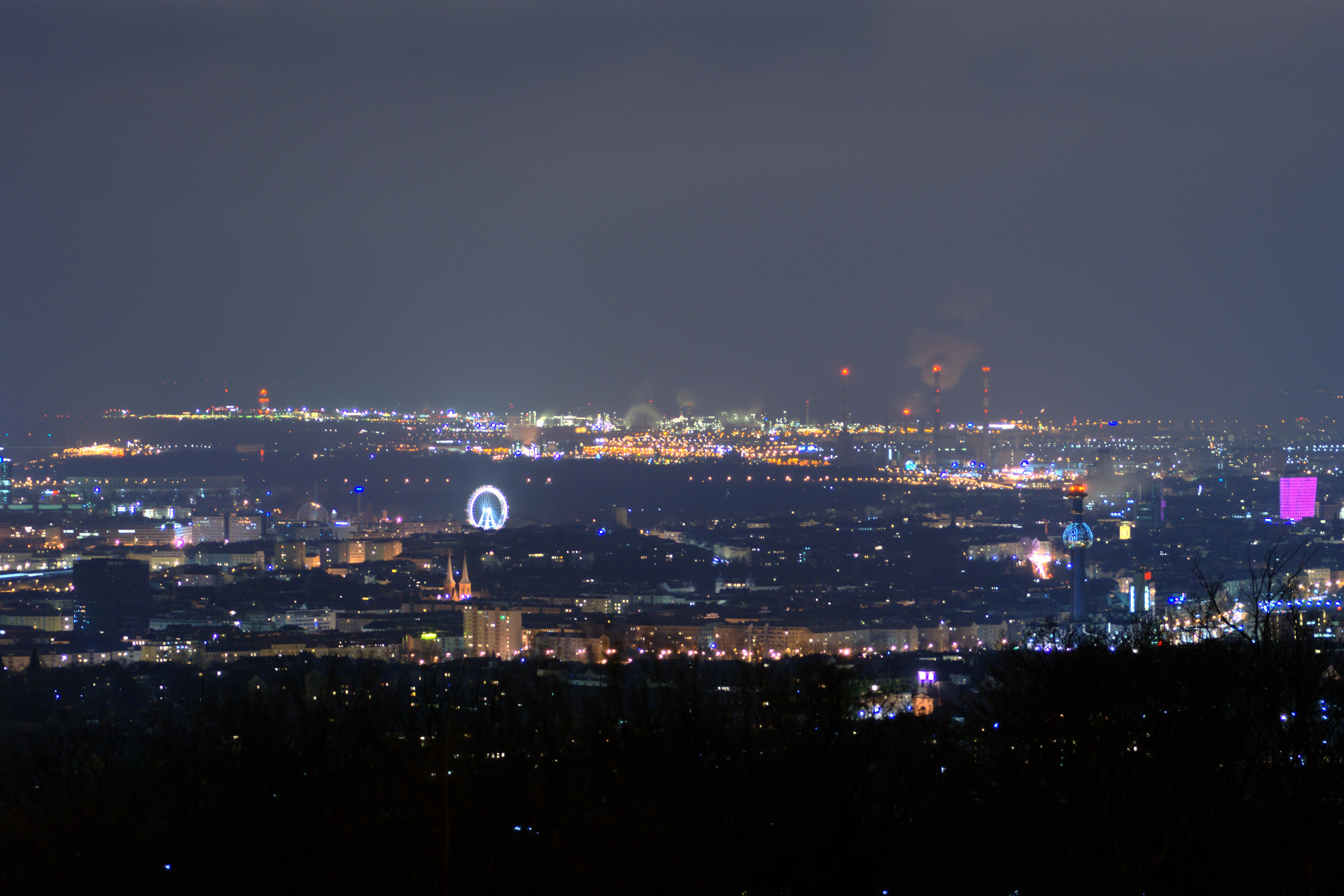
Blick vom Cobenzl auf das nächtliche Wien

## Sonstiges
Der Latisberg ist mit den Buslinien 38A und 43A zu erreichen. Von der Haltestelle „Cobenzl Parkplatz“ führt ein Wanderweg unterhalb des Gipfels zum Wegkreuz „Bei der Kreuzeiche“. Der Latisberg ist auch Standort des zwischen 1908 und 1909 erbauten Wasserbehälters Cobenzl.
Von 1955 bis 2016 wurde am geomagnetischen Cobenzl-Observatorium des ZAMG das Magnetfeld der Erde gemessen.